# شينيتشيرو كاتو
شينيتشيرو كاتو (باليابانية: 加藤 慎一郎) (17 أبريل 1968 في شيزوكا في اليابان – )؛ هو لاعب كرة قدم سابق كان يلعب كمدافع.